# Le Prix de la différence
Le Prix de la différence (Not Like Everyone Else) est un téléfilm américain réalisé par Tom McLoughlin, diffusé le 10 juillet 2006 sur Lifetime. Basé sur une histoire vraie survenue à Brandi Blackbear en 1999–2000.

## Fiche technique
- Titre original : Not Like Everyone Else
- Réalisation : Tom McLoughlin
- Scénario : Jamie Pachino
- Photographie : Lloyd Ahern II (en)
- Musique : Sean Callery
- Société de production : Jaffe/Braunstein Films
- Pays : États-Unis
- Durée : 85 minutes

## Distribution
- Alia Shawkat : Brandi Blackbear
- Illeana Douglas : Toni Blackbear
- Eric Schweig : Tim Blackbear
- Ritchie Montgomery : Henry Bracken
- Gary Grubbs : John Mack Butler
- Simone Carter : Casey
- Lucas Till : Kyle Kenney
- Laura Wiggins : Kimberley
- Josh Blaylock (en) : Noah Taylor
- J. D. Evermore : Mr. Gray